# 矢萩尚太郎
矢萩 尚太郎（やはぎ しょうたろう、1992年1月7日 - ）は、北海道放送（HBC）の元アナウンサー。2019年3月に退社後は、東京都内の企業に勤務しながら2020年10月からフリーアナウンサーとして活動している。

## 人物
- 北海道北見市生まれ、札幌市育ち[注 2]。法政大学卒業後[注 3]の2014年4月1日に、アナウンサーとしてHBCへ入社[注 4]。同期に、金井憧れがいる（現在はTBS NEWSキャスター）[注 5]。
- 入社から半年間は、新人研修の一環で報道部に配属[注 6]。10月1日から正式にアナウンス部に配属[注 7]。11月に初鳴き[7]（4日午前10時30分からの『山ちゃん美香の朝ドキッ!』内ラジオニュース[8]。6日夜に、テレビのニュースもデビュー[8]）。
- 入社2年目の2015年からは日本プロ野球（NPB）・北海道日本ハムファイターズの試合などスポーツ中継にリポーターとして携わり、3年目の2016年から実況も担当。2016年は日本ハムが日本一になった年であり、実況デビューの年にクライマックスシリーズ（CS。ファイナルステージ第1戦）、日本シリーズ（第2戦。ラジオ）の実況も初めて経験した[注 8]。
- 学生時代はバスケットボールの経験があり、競技歴14年[10][1]。高校時代に、レラカムイ北海道（現：レバンガ北海道）の試合でモップかけをした経験もある[1]。2017年10月からは、レバンガ北海道の応援ラジオ番組『レバンガの魂』を担当する他、2018年3月18日に開催されたレバンガ北海道対富山グラウジーズ戦では、道内の放送局で初のレバンガ戦ラジオ生中継で実況を担当した[注 9]。
- 2016年3月26日に、テレビ・ラジオの両方で、北海道新幹線開業模様を中継リポートした[11]。
- 2019年3月31日付で退社[7]し、アナウンサーとしての活動を終了[7]。退社後は、東京都内の企業に勤務。同年5月1日から、twitter上にアカウントを開設している[12]。
- 2020年10月から、フリーアナウンサーとして活動。Bリーグ公式戦の公式配信向け中継の実況陣に加わったが、東京都内の企業への勤務も続けるため、当面は関東圏で開催される公式戦の一部で実況を担当する。
- 2021年5月には、HBCラジオ「ファイターズDEナイト!」の番組内にて、一般女性との結婚が公表された[13]。

## 過去の担当番組
- プロ野球中継（北海道日本ハムファイターズ戦）[注 10]
  - HBCファイターズナイター（ラジオ。2015年5月14日にベンチリポートとしてデビュー。2015年8月23日の対オリックス戦ではヒーローインタビューデビュー。2016年3月5日の対DeNAオープン戦にて実況デビュー。公式戦実況は2016年5月13日の対西武戦から担当）[注 11]
  - Bravo!ファイターズ（テレビ。2017年5月28日の対ソフトバンク戦にてテレビ初実況[注 12]）
- コンサドーレライブスタジアム（ラジオ。サッカーJリーグの北海道コンサドーレ札幌戦中継） ※2015年3月21日よりピッチサイドリポートを担当[21]。
- カーナビラジオ午後一番!（ラジオ） ※2015年3月20日、メインパーソナリティYASUの代行[21]。
- ウィークエンドNAVIファンダフル!（ラジオ。中継リポーター、金井アナウンサーと隔週出演[21][22]。2016年3月の終了まで担当[11]）[注 13]
- イマ☆ドキ!（ラジオ。金井アナウンサーと隔週出演[21][22]。2016年3月の終了まで担当[11]）[注 14]
- HBCミュージックナイター「フルカウント!」（ラジオ）[注 15]
- レバンガの魂（ラジオ。2017年10月よりパーソナリティ[7][注 16]。初の単独レギュラー番組だった[7]）[2]
- HBCニュース（ラジオorテレビ）